# Nevicata del 1986

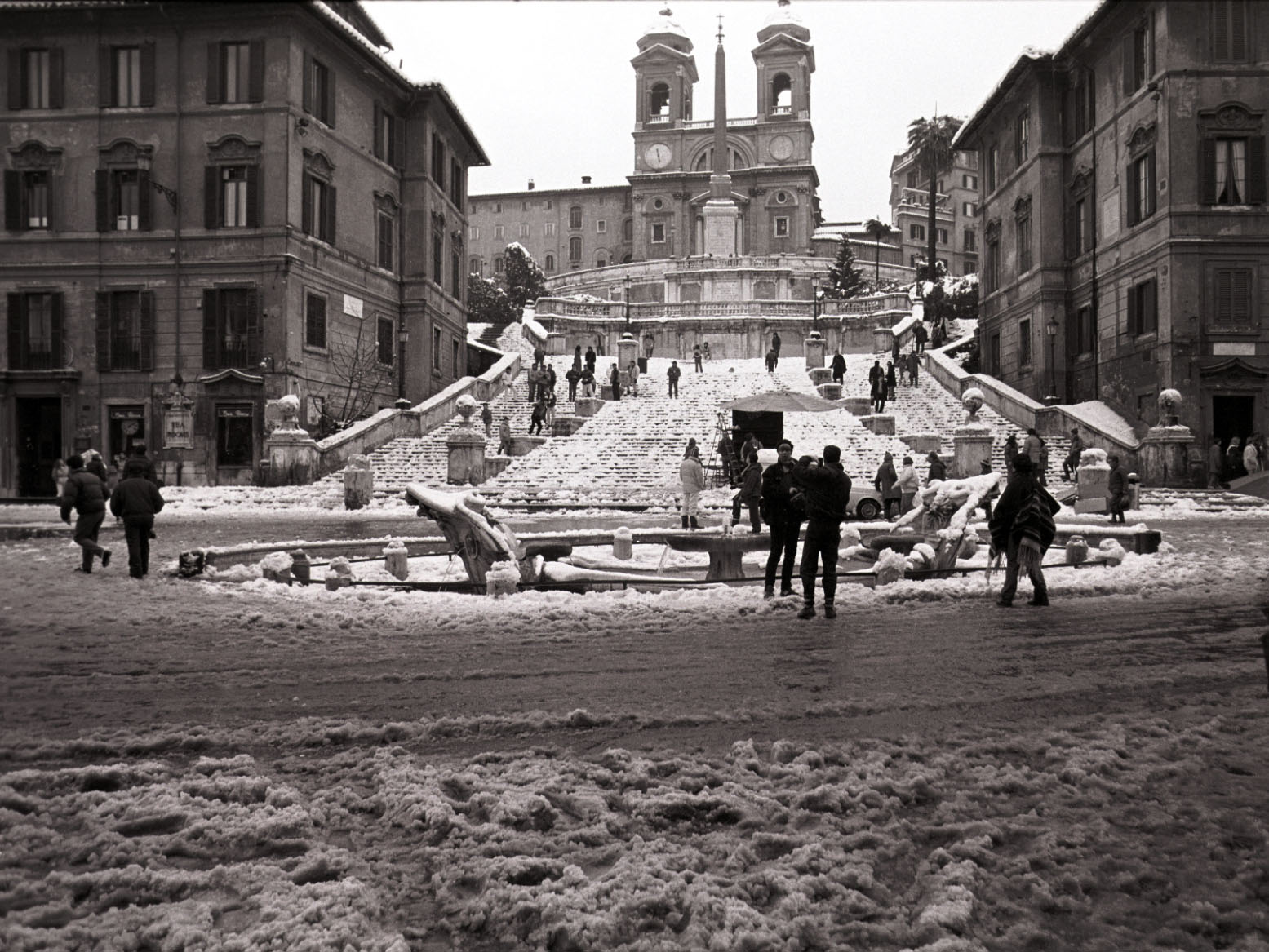
Trinità dei Monti sotto la neve, 11 febbraio 1986.

La nevicata del 1986 fu una eccezionale  precipitazione nevosa che si abbatté su Roma, gran parte dell'Italia centrale e in Sardegna, fra l'11 e il 12 febbraio 1986, provocando il blocco totale della Capitale con dichiarazione dello stato di calamità.
Roma fu coperta da oltre 30 centimetri di neve in pieno centro storico e nei quartieri settentrionali ed orientali della città, soprattutto nella zona di Tomba di Nerone (all'interno del Grande Raccordo Anulare) la coltre nevosa sfiorò i 50 cm. Anche sulla costa e sui quartieri litoranei  e meridionali della Capitale il manto nevoso superò abbondantemente i 25 cm (anche ad Ostia sulla costa).
Cinquecento soldati furono messi a disposizione dal Comando militare della Capitale che muniti di pale e picconi tentarono di liberare strade e marciapiedi.
Fu la più abbondante nevicata del XX secolo a Roma.